# Luperina clausa
Luperina clausa är en fjärilsart som beskrevs av Barend J. Lempke 1965. Luperina clausa ingår i släktet Luperina och familjen nattflyn. Inga underarter finns listade i Catalogue of Life.